# Teorema de la raíz racional
En álgebra, el teorema de la raíz racional, o la prueba de la raíz racional, también conocido como  el teorema de Gauss, indica una restricción en las soluciones racionales (o raíces) de la ecuación polinómica con coeficientes enteros:
{\displaystyle a_{n}x^{n}+a_{n-1}x^{n-1}+\cdots +a_{0}=0\,\!}
Si {\displaystyle a_{0}} y {\displaystyle a_{n}} son enteros y diferentes de cero, entonces las posibles soluciones que son del tipo {\displaystyle x={\frac {p}{q}}} satisfacen:
- p es divisor de {\displaystyle a_{0}}.
- q es divisor de {\displaystyle a_{n}}.
- p y q son coprimos.

El teorema de la raíz racional es un caso especial (para un solo factor lineal) del lema de Gauss en la factorización de polinomios. El teorema de la raíz entera es un caso especial del teorema de la raíz racional si el coeficiente principal {\displaystyle a_{n}=1.}
| Demostración |
| Sea {\displaystyle P(x)=a_{n}x^{n}+a_{n-1}x^{n-1}+...+a_{1}x+a_{0}} con {\displaystyle a_{0},...,a_{n}\in \mathbb {Z} }, y si {\displaystyle P\left({\tfrac {p}{q}}\right)=0} donde {\displaystyle p,q\in \mathbb {Z} } y coprimos: {\displaystyle P\left({\tfrac {p}{q}}\right)=a_{n}\left({\tfrac {p}{q}}\right)^{n}+a_{n-1}\left({\tfrac {p}{q}}\right)^{n-1}+\cdots +a_{1}\left({\tfrac {p}{q}}\right)+a_{0}=0.} Cambiando el término constante y multiplicando por {\displaystyle q^{n}}, {\displaystyle p(a_{n}p^{n-1}+a_{n-1}qp^{n-2}+...+a_{1}q^{n-1})=-a_{0}q^{n},} {\displaystyle q(a_{n-1}p^{n-1}+a_{n-2}qp^{n-2}+...+a_{0}q^{n-1})=-a_{n}p^{n}.} Todos los términos en estas ecuaciones son enteros, lo que implica {\displaystyle p\mid a_{0}q^{n}} y {\displaystyle q\mid a_{n}p^{n}}. Pero {\displaystyle p,q^{n}} y {\displaystyle q,p^{n}} son coprimos. Por lo tanto, por el Lema de Euclides, {\displaystyle p\mid a_{0}} y {\displaystyle q\mid a_{n}}. |

## Ejemplo
Por ejemplo, cada solución racional de la ecuación
{\displaystyle 3x^{3}-5x^{2}+5x-2=0\,\!}
debe estar entre los números indicados simbólicamente por
± {\displaystyle {\tfrac {1,2}{1,3}}\,,}
Lo que da la lista de posibles respuestas:
{\displaystyle 1,-1,2,-2,{\frac {1}{3}},-{\frac {1}{3}},{\frac {2}{3}},-{\frac {2}{3}}\,.}
Estos candidatos de raíces pueden ser probados usando la regla de Horner (por ejemplo). En este caso particular hay exactamente una raíz racional. Si un candidato a raíz no satisface la ecuación, puede ser usado para acortar la lista de los candidatos restantes. Por ejemplo, x = 1 no satisface la ecuación puesto que el lado izquierdo es igual a 1. Esto significa que substituyendo x = 1 + t produce un polinomio en t con el término constante 1, mientras que el coeficiente de t3 permanece igual que el coeficiente de x3. Aplicando el teorema de la raíz racional produce así las siguientes posibles raíces para t:
{\displaystyle t=\pm {\tfrac {1}{1,3}}}
Por lo tanto,
{\displaystyle x=1+t=2,0,{\frac {4}{3}},{\frac {2}{3}}}
Los candidatos de raíces que no ocurren en ambas listas son eliminados. La lista de candidatos racionales se ha encogido así a apenas x = 2 y x = 2/3.
Si es encontrada una raíz r1, la regla de Horner también proporcionará un polinomio de grado n − 1 cuyas raíces, junto con r1, son exactamente las raíces del polinomio original. Puede también ser el caso que ningunos de los candidatos sea una solución; pero en este caso, la ecuación tiene como solución racional x = 2/3. Si la ecuación carece de un término constante a0, entonces 0 es una de las raíces racionales de la ecuación.